# Torre civica (L'Aquila)
La torre civica, o torre del Municipio, è un edificio storico dell'Aquila, unico elemento superstite del trecentesco Palazzo del Capitano e oggi parte di Palazzo Margherita, sede del municipio cittadino. Nel 1902 è stata inserita nell'elenco dei monumenti nazionali italiani.

## Storia
La torre civica, pur rimaneggiata e più bassa di quella originale, è uno degli elementi architettonici più antichi ancora presenti in città: essa era già presente all'epoca della definitiva fondazione dell'Aquila (avvenuta nel 1254) ed intorno ad essa, alla fine del XIII secolo, venne costruito l'antico centro civico che comprendeva la residenza del Capitano di Giustizia, la sede del Comune e il Palazzo della Camera.
Nel 1310 venne fatta ricostruire più alta e isolata rispetto al complesso del Palazzo del Capitano di Giustizia dal capitano Francesco Di Crescenzo. Più tardi, nel 1374, il capitano Tommaso degli Albizi vi fece collocare un orologio pubblico, il primo realizzato nel Regno di Napoli ed il secondo in Italia dopo quelli di Palazzo Vecchio a Firenze e della torre Marchesana a Ferrara.
Alla sommità della torre erano inoltre collocate delle campane che scandivano la vita cittadina e avvisavano, un'ora dopo il tramonto, della necessità di chiudere le porte della città; erano inoltre utilizzate per richiamare l'attenzione pubblica sugli avvenimenti principali quali le riunioni del Consiglio comunale. Una di esse venne trafugata dai reatini nel 1313 e recuperata solo nel 1320 e per questo motivo era provocatoriamente chiamata Reatinella.  Insieme alla Campana di Giustizia e alla Campana della Sentenza, quest'ultima utilizzata durante le esecuzioni capitali, la Reatinella venne fatta cadere dagli spagnoli nel 1545 e successivamente fusa per produrre l'artigliera del costruendo Forte spagnolo.
L'attuale aspetto di Palazzo Margherita è frutto di una complessa opera di rifacimento dell'edificio avvenuta tra il 1838 e il 1846, periodo in cui fu proposto anche l'abbattimento della torre civica; in particolare all'inizio del 1838 fu addirittura smontato l'orologio per facilitare le operazioni di demolizione, poi sventata tanto che nell'ottobre dello stesso anno l'orologio venne ripristinato con tanto di illuminazione. Alla fine del secolo, tuttavia, l'orologio originale venne sostituito con quello attuale in quanto non più funzionante.
La torre, insieme a Palazzo Margherita, è stata danneggiata dal terremoto dell'Aquila del 2009 ed è in attesa di essere restaurata. Il 4 novembre 2016 sono iniziati i lavori di ricostruzione della Torre civica assieme al palazzo, il termine è previsto in circa 500 giorni.

## Descrizione
La torre civica forma attualmente un unico complesso con l'adiacente Palazzo Margherita, da cui tuttavia è isolata architettonicamente. È situata all'estremità sud-occidentale di Piazza del Palazzo, cuore politico della città e sede municipale.
Originariamente la torre si presentava alta 20 canne (circa 52 metri) e in grado di controllare l'intero circondario per un raggio di 18 miglia (oltre 33 chilometri) mentre oggi presenta un'altezza ben più modesta, stimabile in 26-27 metri.

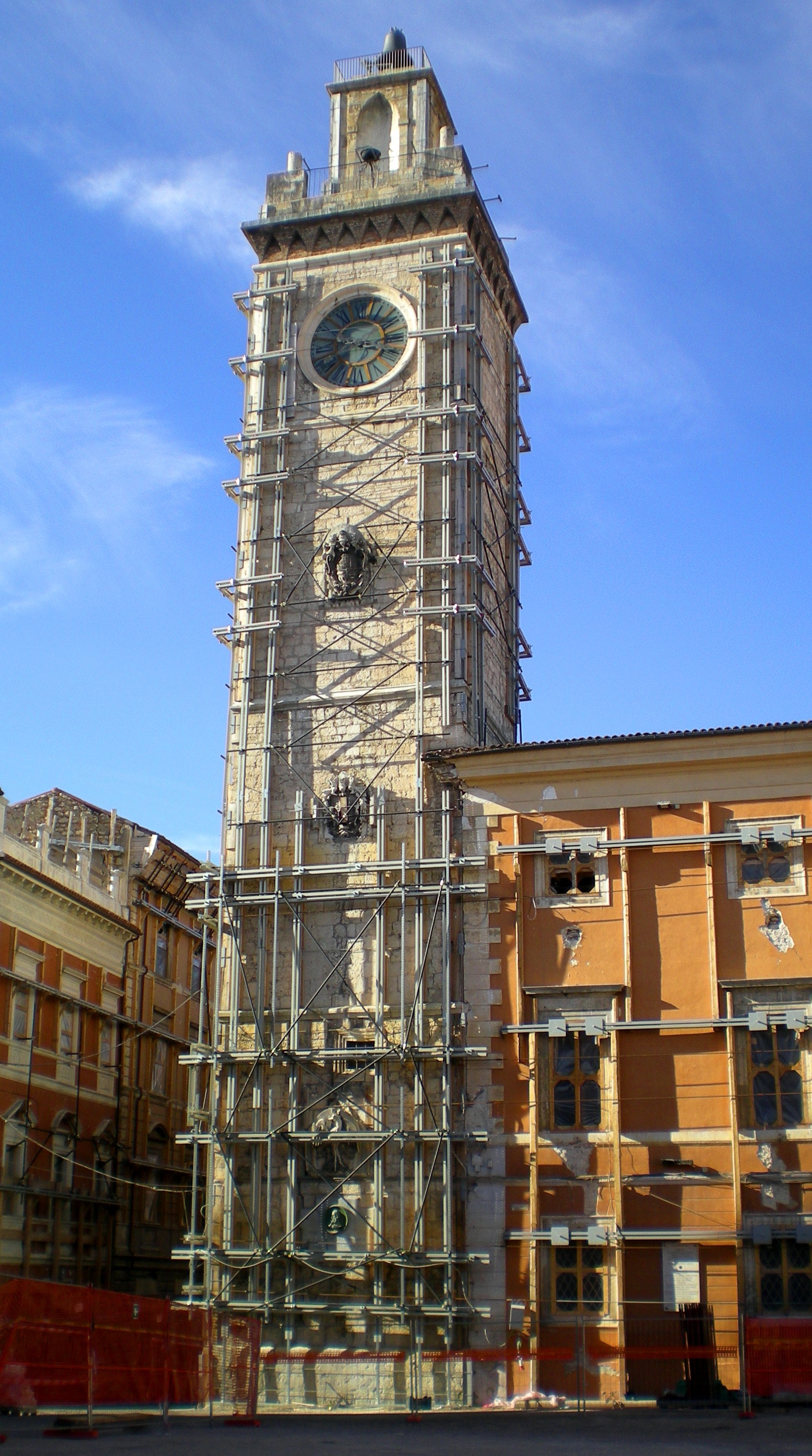
La torre oggi, puntellata in seguito ai danni causati dal terremoto del 2009

Di pianta quadrangolare, è strutturata su tre ripiani e mezzo suddivisi da cornice marcapiano con rivestimento in conci lapidei databile alla seconda metà del XIII secolo. La parte superiore è stata mozzata e presenta oggi un terrazzino con un'edicola. Sulla facciata principale, quella rivolta verso Piazza del Palazzo sono visibili, a partire dal basso:
- l'effigie dedicata a Giuseppe Garibaldi, ivi posta nel 1901 dagli operai aquilani;
- il primo esemplare di stemma dell'Aquila risalente alla fine del XIII secolo e costituito da uno scudo gotico contenente un'aquila di Svevia ad ali spiegate;
- lo stemma del casato di Carlo V, Re di Spagna;
- lo stemma di un capitano spagnolo;
- l'orologio che sostituisce dalla fine del XIX secolo quello originale, uno dei primi mai realizzati in Italia.

Sulla sommità è inoltre presente una campana che sostituisce quelle originali, andate distrutte nel Cinquecento, e che ancora oggi, al tramonto, risuona 99 rintocchi in ricordo dei 99 castelli che contribuirono alla fondazione della città.
La parete della torre che guarda verso piazza Santa Margherita, al lato opposto di Piazza del Palazzo, presenta invece una donna che reca un giglio e una serpe nelle due mani, come nello stemma di Cascia: per questo motivo tale stemma viene ricondotto al capitano Leone di Cecco da Cascia, cui tra le altre cose si deve la realizzazione delle Mura dell'Aquila.
All'interno, nella parte inferiore, è situata la cappella dedicata alla Madonna degli Angeli in cui i condannati trovavano conforto prima di scontare la loro pena. In essa è conservata, in un'apposita cappella blindata da cui viene estratta solo il 28 agosto di ogni anno per l'apertura della Porta Santa, la Bolla del Perdono, il prestigioso documento con cui papa Celestino V concesse l'indulgenza plenaria in cambio del pellegrinaggio annuale alla basilica di Santa Maria di Collemaggio. Solo nel 2009, in seguito al terremoto del 6 aprile, la Bolla è stata spostata altrove per motivi di sicurezza.
Proprio l'accensione del tripode denominato Fuoco del Morrone sulla torre rappresenta l'inizio celebrazioni della Perdonanza Celestiniana e avviene generalmente il 23 agosto di ogni anno.